# Wangbao (köpinghuvudort i Kina, Liaoning Sheng, lat 40,15, long 120,13)
Wangbao (kinesiska: 王宝镇) är en köpinghuvudort i Kina. Den ligger i provinsen Liaoning, i den nordöstra delen av landet, omkring 330 kilometer sydväst om provinshuvudstaden Shenyang. Antalet invånare är 17 523. Befolkningen består av 8 647 kvinnor och 8 876 män. Barn under 15 år utgör 14,0 %, vuxna 15-64 år 74 %, och äldre över 65 år 10,0 %.
Runt Wangbao är det tätbefolkat, med 636 invånare per kvadratkilometer. Närmaste större samhälle är Gaoling, 10,5 km väster om Wangbao. Trakten runt Wangbao består till största delen av jordbruksmark.
Genomsnittlig årsnederbörd är 736 millimeter. Den regnigaste månaden är juli, med i genomsnitt 195 mm nederbörd, och den torraste är januari, med 4 mm nederbörd.